# Grandisonia diminutiva
Grandisonia diminutiva är en groddjursart som beskrevs av Taylor 1968. Grandisonia diminutiva ingår i släktet Grandisonia och familjen Caeciliidae. Inga underarter finns listade i Catalogue of Life.